# Све што девојка може пожелети
Све што девојка може пожелети (енгл. What a Girl Wants) америчка је филмска комедија из 2003. године, у режији Дени Гордон, по сценарију Џени Бикс и Елизабет Чандлер. Главне улоге тумаче Аманда Бајнс, Колин Ферт и Кели Престон. Приказан је 4. априла 2003. године. Добио је помешане критике и зарадио 50 милиона долара широм света.

## Радња
Млада Американка Дафни Ренолдс (Аманда Бајнс) наизглед има све што би девојка могла пожелети — јединствен стил, неконвенционалан однос препун љубави са својом мајком боемом и будућност која нуди небројене могућности, али, успркос томе, осећа се непотпуном. Наиме, она сања о сусрету са оцем којег никад није упознала, човеком с којим је њена мама имала романсу пре седамнаест година.

## Улоге
| Глумац        | Улога            |
| ------------- | ---------------- |
| Аманда Бајнс  | Дафни Ренолдс    |
| Колин Ферт    | Хенри Дашфорд    |
| Кели Престон  | Либи Ренолдс     |
| Ајлин Аткинс  | Џослин Дашфорд   |
| Ана Чанселор  | Глинис Пејн      |
| Џонатан Прајс | Алистер Пејн     |
| Оливер Џејмс  | Ијан Волас       |
| Кристина Кол  | Клариса Пејн     |
| Силвија Симс  | принцеза Шарлот  |
| Тара Самерс   | Ноел             |
| Бен Шолфилд   | Армистед Стјуарт |